# Simon Cox (futbolista)
Simon Richard Cox (Reading, Inglaterra, Reino Unido, 28 de abril de 1987) es un exfutbolista angloirlandés que jugaba como delantero.

## Selección nacional
Adquirió la nacionalidad irlandesa a través de su abuela. Fue internacional con la selección de la República de Irlanda en 30 ocasiones y convirtió 4 goles.

### Participaciones en Eurocopas
| Copa          | Sede            | Resultado      | Partidos | Goles |
| ------------- | --------------- | -------------- | -------- | ----- |
| Eurocopa 2012 | Polonia Ucrania | Fase de grupos | 3        | 0     |

## Clubes
| Club                              | País       | Año       |
| --------------------------------- | ---------- | --------- |
| Reading F. C.                     | Inglaterra | 2005-2008 |
| → Brentford F. C. (cedido)        | Inglaterra | 2006      |
| → Brentford F. C. (cedido)        | Inglaterra | 2006-2007 |
| → Northampton Town F. C. (cedido) | Inglaterra | 2007      |
| → Swindown Town F. C. (cedido)    | Inglaterra | 2007-2008 |
| Swindown Town F. C.               | Inglaterra | 2008-2009 |
| West Bromwich Albion F. C.        | Inglaterra | 2009-2012 |
| Nottingham Forest F. C.           | Inglaterra | 2012-2014 |
| Reading F. C.                     | Inglaterra | 2014-2016 |
| → Bristol City F. C. (cedido)     | Inglaterra | 2015-2016 |
| Southend United F. C.             | Inglaterra | 2016-2020 |
| Western Sydney Wanderers F. C.    | Australia  | 2020-2021 |

## Palmarés

### Distinciones individuales
| Distinción                                           | Año  |
| ---------------------------------------------------- | ---- |
| Máximo goleador de la Football League One (ex aequo) | 2009 |
| Mejor jugador de la temporada en el Swindon Town     | 2009 |
| Gol del año en la Football League                    | 2013 |